# Cryptostomaria alata
Cryptostomaria alata är en mossdjursart som beskrevs av Jean-Loup d'Hondt och Gordon 1999. Cryptostomaria alata ingår i släktet Cryptostomaria och familjen Cellariidae. Inga underarter finns listade i Catalogue of Life.